# Il miracolo di san Gennaro
Il miracolo di San Gennaro è un cortometraggio documentaristico del 1948 diretto da Luciano Emmer ed Enrico Gras.
La produzione si avvale della consulenza artistica e letteraria di Giuseppe Dalla Torre e Giuliano Da Cascina.